# Brian Dzingai
Brian Dzingai, född den 29 april 1981 i Harare, är en zimbawisk friidrottare som tävlar i kortdistanslöpning.
Dzingai deltog vid VM 2003 i Paris där han blev utslagen redan i försöken på 200 meter. Vid såväl VM 2005 som Olympiska sommarspelen 2004 fick han se sig besegrad i kvartsfinalen. 
Vid Afrikanska mästerskapen 2006 var han i final på 200 meter och slutade sexa på tiden 21,24. Vid VM 2007 blev han åter utslagen i semifinalen. Däremot blev Olympiska sommarspelen 2008 en framgång och han slutade fyra på tiden 20,22.

## Personligt rekord
- 200 meter - 20,12